# Collada de Saburó
La Collada de Saburó és un coll a 2.668,3 m. alt. situat en la carena que separa els termes de la Torre de Cabdella, en el seu terme primigeni, i d'Espot, al Pallars Sobirà. Separa, per tant, les dues comarques pallareses.
Està situat a la carena entre el Tuc de Saburó, que queda al nord-nord-oest, i el Pic de la Mainera, al sud-est. Per la collada de Saburó passa el sender GR-11, enllaçant la Conca dels Jous a ponent amb la Vall de Peguera a llevant.